# 贝尔格迪蒂孔

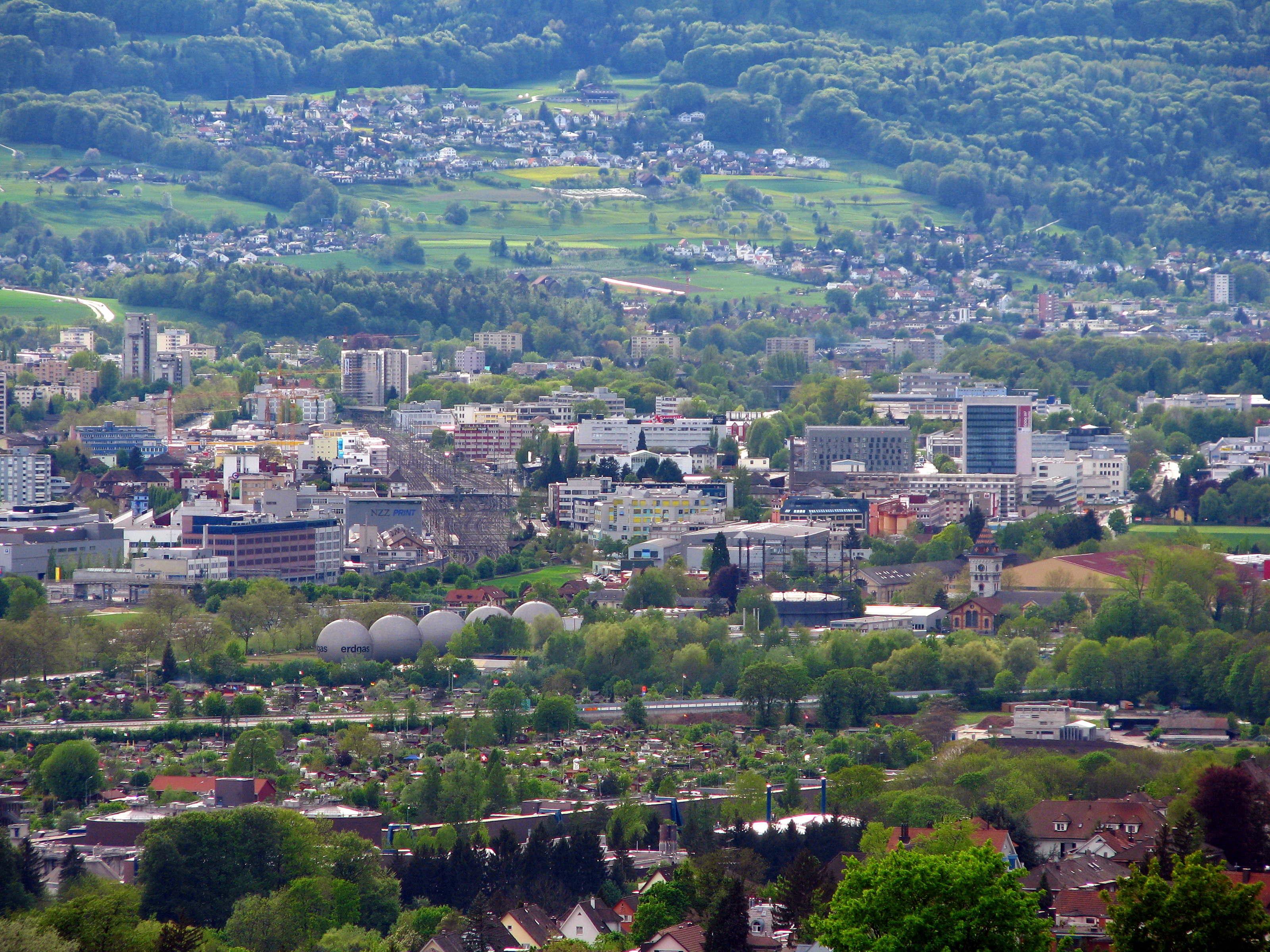
贝尔格迪蒂孔鸟瞰

贝尔格迪蒂孔（德语：Bergdietikon），是瑞士阿尔高州的一个市镇，隶属巴登县。与贝利孔（Bellikon）、Dietikon (ZH)、 Rudolfstetten-Friedlisberg、Spreitenbach、Urdorf、维登（Widen）相邻。总面积5.93 km2，总人口2,386，人口密度402  /km2(2011年12月)。海拔581米。